# 多雷爾岩
多雷爾岩（英語：Dorrel Rock）是南極洲的岩石，位於瑪麗伯德地，處於墨菲火山西南面20公里，美國地質調查局根據測量和美國海軍拍攝的空中照片繪入地圖，現時由南極條約體系管理。